# デレク・アンド・ザ・ドミノス
デレク・アンド・ザ・ドミノス（Derek and the Dominos）は、アメリカのロックバンド。1970年にエリック・クラプトン、ボビー・ウィットロック、カール・レイドル、ジム・ゴードンによって結成された。4人はデラニー&ボニー&フレンズで活動を共にしていた。初期のスタジオセッションおよび初のステージにはデイヴ・メイソンがリードギターで参加している。この他に、バンドの初のセッションにはジョージ・ハリスンが参加した。デレク・アンド・ザ・ドミノスの結成は、ハリスンの『オール・シングス・マスト・パス』のレコーディングがきっかけでもあった。
バンドは唯一のスタジオアルバム、トム・ダウドのプロデュースによる『いとしのレイラ』を発表した。このアルバムはデュアン・オールマンのスライドギターが大きな特徴でもある。二枚組アルバムである『いとしのレイラ』は評論家からの称賛を受けたものの、リリース当初は販売およびラジオでのオンエアも振るわなかった。アルバムは1970年に発表されたが、本作からのシングル「いとしのレイラ」は1972年3月にようやくアメリカおよびイギリスでトップ10入りした。本作はしばしばクラプトンの最高傑作であると見なされる。

## 歴史

### 結成とその背景

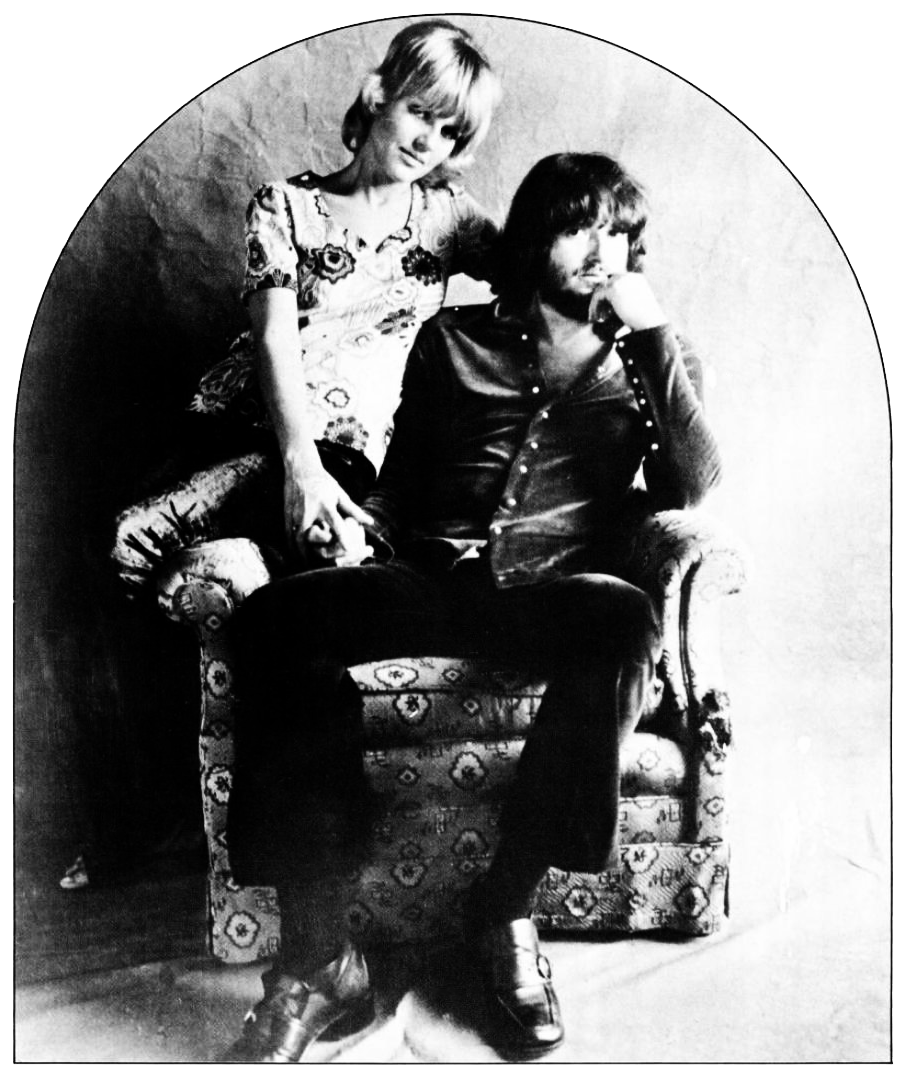
デレク・アンド・ドミノスのメンバーは、デラニーとボニー・ブラムレットが率いるソウルバンド、デラニー&ボニー・アンド・フレンズのバッキングメンバーとしてツアー中に出会った。

デレク・アンド・ザ・ドミノスはデラニー&ボニー&フレンズにおける、4人のメンバーのかかわり合いを通して生まれた。デラニー&ボニーはブラインド・フェイスの1969年夏のアメリカツアーでサポートを担当した。ツアーの間、クラプトンはデラニー&ボニーの相対的な匿名性に惹かれていった。それは彼が自分のバンドで受けた、過度のファンが惜しみなく捧げた崇拝よりも魅力的だと感じた。クラプトンは後にドミノスを結成するボビー・ウィットロック（ボーカル、キーボード）、カール・レイドル（ベース）、ジム・ゴードン（ドラム）と共に、1969年11月から1970年3月まで、デラニー&ボニー&フレンズのメンバーとしてヨーロッパとアメリカでのツアーに参加した。さらに、バンドは同じ頃に録音されたクラプトンのデビューソロアルバム、『エリック・クラプトン・ソロ』をサポートした。報酬をめぐる意見の不一致により、何人かのメンバーがデラニー&ボニー&フレンズを脱退した。ウイットロックは後に、デラニーとボニー、その他の困難について語っている。デラニーとボニーは頻繁に喧嘩し、デラニーはジェームス・ブラウンのように要求の厳しいバンドリーダーであったとする。ゴードン、レイドル、そしてドラマーのジム・ケルトナーを含む他のフレンズのメンバーは、すぐにジョー・コッカーのマッド・ドッグス&イングリッシュメンのツアーにレオン・ラッセルと一緒に参加したが、ウイットロックはデラニーとボニーとしばらく行動を共にした。
1970年4月、ウィットロックは友人でありメンターでもあるスティーヴ・クロッパーの提案で、クラプトンを訪問するためにイギリスに旅行した。その後、ウィットロックはサリーのクラプトンの自宅であるハートウッド・エッジに住み、そこで2人はジャムを行い、ドミノスの曲の多くをアコースティックギターで書き始めた。新しい曲の多くは、1969年12月にデラニー&ボニーのヨーロッパツアーでギタリストとして加わった親友のジョージ・ハリスンの妻であるパティ・ボイドへのクラプトンの熱狂の高まりを反映している。
ウィットロックの到着後すぐにクラプトンは新しいバンドを結成することを熱望し、アメリカにいるレイドルとゴードンに連絡を取った。ドラマーとして最初に選んだのは、レイドルやラッセル同様にタルサ出身のケルトナーであったが、彼はジャズギタリストのガボール・ザボとのレコーディングで忙しかった。しかし、ゴードンはロンドンに招待され、ハリスンのビートルズ解散後のソロアルバム『オール・シングス・マスト・パス』の制作に携わっていた。その年の5月、ハリスンのアルバムのバッキングバンドを務める前に、クラプトン、ウィットロック、レイドル、ゴードンはロンドンでP.P.アーノルドのレコーディングセッションで再会した。1990年のインタビューでクラプトンは「ジョージとのアルバムでは本当に骨を折った」と語っている。その後4人はハートウッド・エッジに住み、「ハイになって、曲を書いて演奏すること」以外に「ゲームプランは無かった」。
伝記作家ハリー・シャピロは、ブラインド・フェイスのツアー以降、クラプトンが初めて「ゆっくりと自然な方法で仕事上の関係を築くことができた」という、新しいバンドメイトとの絆の前例のない側面についてコメントしている。シャピロは続ける。グループが正式に誕生する前に形成された友情の中で「共感は...ボビー・ウィットロックとの間に最も顕著に現れた。そこでは、エリックは熟練した共感的な作詞、作曲パートナーとバックアップボーカリストを見つけた。」クラプトンとウィットロックは、デラニー＆ボニーのホーンセクションを新しいバンドに追加することを検討したが、この計画は放棄された。ウィットロックは後にドミノスの精神を説明した。「ホーンは必要じゃ無かった。かわい子ちゃんは必要無かった。ロックンロールバンドが必要だった。しかし、僕のヴォーカルコンセプトは、サム&デイヴのように歌にアプローチするものだった。（クラプトンは）一節を歌う。僕は一節を歌う。僕らは一緒に歌うのさ。」

### 初ステージ
『オール・シングス・マスト・パス』のベーシック・トラックのセッションの終わりに向かって、デラニー&ボニーで共に活動したデイヴ・メイスンがクラプトンの家でドミノスに加わった。バンドのラインナップは5人に広がり、ドミノスは1970年6月14日にステージデビューした。それはロンドンのライシーアム劇場で行われたベンジャミン・スポック博士の市民の自由法的防衛基金が支援するチャリティーコンサートであった。
グループは「エリック・クラプトン・アンド・フレンズ」と呼ばれていたが、適切なバンド名を見つけるために、ハリスンとピアニストのトニー・アシュトンが参加する直前に舞台裏で話し合いが行われた。クラプトンは、アシュトンが「デル・アンド・ザ・ドミノス」を提案したことを思い出し、昨年のデラニー&ボニーのツアー以来、ギタリストを「デレク」または「デル」と呼んでいた。ウィットロックは、「ザ・ダイナミクス」が選ばれた名前であり、アシュトン、ガードナー・アンド・ダイクとのオープニングセットに続いて、アシュトンがバンドを紹介するときにそれを誤って発音したと主張している。2013年にクラプトンとウイットロックの伝記を執筆した作家、マーク・ロバーティはライシーアムのショーの司会者であるジェフ・デクスターが、「デレク・アンド・ザ・ドミノス」はステージに上がる前にすでに決定されていたことを思い出した、ということを引用している。デクスターによると、クラプトンはすぐにその名前に夢中になったが、ウィットロック、レイドル、およびゴードン（全員アメリカ人）は、彼らがドゥーワップのグループに間違えられるかもしれないことを心配していたという。
コンサートはバンドに賛否両論の評価をもたらした。特にイギリスではクラプトンのソロアルバムに対する芳しくないレビューとともに、この反応はクラプトンをクリームやヤードバーズなどのバンドにおける名ギタリストとしての役割よりも、バンドのシンガーやフロントマンとしては見たがらないことを反映している。2007年の自伝でクラプトンは、ライシーアムでのコンサートの主な思い出は、ニューオーリンズ生まれのミュージシャンであるドクター・ジョン - ルイジアナ・ブードゥーの修行者であると自称していた -に相談し、ボイドの愛情を勝ち取る手段として役立つ藁でできたパッケージを受け取ったことだと綴っている。

### フィル・スペクターとのレコーディング
ドミノスが『オール・シングス・マスト・パス』のレコーディングに参加したことの返礼に、クラプトンとハリスンは、ハリスンの共同プロデューサーであったフィル・スペクターが新しいグループのためにシングルを製作するのに同意した。6月18日にバンドのメンバー5人とギターのハリスンは、セントラル・ロンドンにあるビートルズのアップル・スタジオでセッションに参加した。スペクターのプロデュースでクラプトン-ウィットロック作の2曲がその日録音された。 - 「テル・ザ・トゥルース」と「ロール・イット・オーヴァー」 - 同時に2つのインストゥルメンタル・ジャムが録音されたが、それは『オール・シングス・マスト・パス』の「Apple Jam」と呼ばれる3枚目に収録された。
このロンドンのセッションの後に、メイソンはバンドを離れた。彼は後に「メロディ・メイカー」誌で、バンドがフルタイムで活動し始めるのを待ちきれなかったと語ったが、クラプトンはハリスンが『オール・シングス・マスト・パス』を完成させるのを助けるよう約束した。次に、クラプトンとウィットロックはハリスンのアルバムのオーバーダビングの段階に貢献した。その中には、「オール・シングス・マスト・パス」や「アウェイティング・オン・ユー・オール」などのトラックに、ハリスン（「ジョージ・オハラ・スミス・シンガーズ」として）のバックボーカルを追加することも含まれた。さらに、ハートウッド・エッジでリハーサルを続けている間、ドミノスの4人はドクター・ジョンのアルバム『ザ・サン、ムーン&ハーブス』(1971) のロンドン・セッションに参加した。

### UKツアー
1970年の初夏にクラプトンはアップル・レコードの元社員であったクリス・オデルに、サリーの郊外で「楽しい時を過ごす」ため、ウィットロック、ゴードン、レイドルが泊まる部屋をセントラル・ロンドンで見つけてほしいと頼んだ。その後、バンドはサウス・ケンジントン駅に近いサーロー・スクエア33番地の2階建てのフラットに引っ越した。フラットはまた、クラプトンとボイドの待ち合わせ場所としても役立った。ボイドは夫の不貞とインド文化、神秘主義への傾倒に対して、クラプトンの注意を引きつけたことに自分自身を喜ばせた。クラプトンは自叙伝で、デレク・アンド・ドミノスによるUKツアーから始めて、自らの曲に注ぎ込んだボイドに対する感情に触発され、「苦しめられ」た。と綴っている。
8月1日から3週間、ドミノスはイギリス国内のクラブや小規模会場でコンサートを行った。クラプトンはクリームやブラインド・フェイスで高まった名声に未だ苦しめられ、そのため匿名でコンサートを行うようにした。コンサートの入場料は1ポンドに設定され、また、各会場との契約の条項では、クラプトンの名前を宣伝に使用してはならないと規定されていた。シャピロは、ライシーアムでのコンサート以来バンドは「長足の進歩を遂げていた」と綴っている。コンサートのセットリストは「レッド・ワイン」や「何故か知らない」（『エリック・クラプトン・ソロ』）などの曲と共に「テル・ザ・トゥルース」、ビリー・マイルズの「愛の経験」、ジミ・ヘンドリックスの「リトル・ウィング」のカバーを含んでいた。クラプトンはこのUKツアーについて以下のように語っている。「誰も、僕たちが誰であるかを知らなかった。そして僕はそれがとても心地よかった。」「僕は僕たちがこの小さいカルテットであったという事実がとても好きだった。あいまいな場所で、時々50人か60人未満の聴衆に対して演奏することが。」

### 「レイラ」セッションズ
バンドは、1970年8月23日にアトランティック・レコードのプロデューサーのトム・ダウドと共にレコーディングを始めるためにフロリダ州マイアミに向かった。セッションはクライテリア・スタジオで9月上旬まで行われ、ドミノスの二枚組アルバム『いとしのレイラ』が完成した。曲の大半、特に「いとしのレイラ」はボイドに対するクラプトンの横恋慕に触発された。『オール・シングス・マスト・パス』のセッションでクラプトンとウイットロックは初めてヘロインを使用したが、マイアミでは4人のメンバー全員がハードなドラッグを使用したことが特徴であった。クラプトンは「僕たちはビーチにあるこのホテルに滞在していた。そしてどんなドラッグでも希望すれば、ニューススタンドでそれを手に入れることができた。女の子は注文を受け入れただろう。」と語っている。ホテルはフロリダ州サニーアイルズビーチにあるサンダーバードモーテルであった。
レイラ・セッションの最初の数日は非生産的であった。8月26日にダウドはドミノスをオールマン・ブラザーズのコンサートに連れて行った。ダウドはかつてオールマン・ブラザーズの『アイドルワイルド・サウス』をプロデュースしていた。そこでクラプトンは初めてデュアン・オールマンの演奏を聴いた。クラプトンはその夜、バンド全員をクライテリアに招待し、彼とオールマンはアルバム『いとしのレイラ』のきっかけとなる瞬間的な絆を築き上げた。オールマンはオールマン・ブラザーズの活動の合間、10回以上のレコーディング日に参加し、アルバムの大半の曲に貢献した。「アイ・ルックト・アウェイ」「ベル・ボトム・ブルース」「キープ・オン・グロウイング」の3曲のみがオールマンの参加なしで録音された。バンドはセッションの間に「テル・ザ・トゥルース」をリメイクし、その後スペクターが制作したシングルをキャンセルさせようとした。アメリカではアトコ・レコードがオリジナルバージョンの「テル・ザ・トゥルース」を「ロール・イット・オーヴァー」をB面にして9月に発売したが、すぐに販売停止となった。
クラプトンはオールマンについて「僕が持っていなかった音楽の兄弟、しかし僕がしたかった」と綴っている。オールマンのスライドギターはアルバムのブルースカバー率を高めた。カバー曲は「誰も知らない」(ジミー・コックス)、「愛の経験」(ビリー・マイルズ、オリジナルはフレディ・キング）「キー・トゥ・ザ・ハイウェイ」（ビッグ・ビル・ブルーンジー）が含まれた。クラプトンはオールマンをドミノスのメンバーになるよう誘ったが、オールマンは自分のバンドに忠実であり続けることを選び、誘いを断った。ドミノスとオールマンのクライテリアでの最初のジャムは、1990年に発売された『レイラ・セッションズ』に収録された。
アルバムの最もよく知られている曲「いとしのレイラ」は、二つの別々のセッションからコンパイルされた。メインのギターが中心となるパートは、ジミ・ヘンドリックスの「リトル・ウィング」のカバーを録音した後の9月9日に録音され、後半部分はクラプトンが曲に適当な終末が欠けていると決めた後、数週間後に付け加えられた。その後半のピアノコーダ部分はゴードンが作曲（クレジットは無いがリタ・クーリッジが共に作曲している）し、彼が演奏している。ウイットロックはゴードンのピアノに対する比較的経験の浅い部分をカバーするために、2番目のピアノパートを演奏している。「レイラ」セッション中にクラプトンが初めてその曲を聴いたとき、ゴードンは自らのソロアルバム用の曲を書いたり演奏したりしていた。クラプトンの回想によれば、ドミノスのスタジオ時間を自分のプロジェクトに使い続ける見返りに、ゴードンはこのセグメントを「レイラ」のエンディングとして使用することに同意したという。

### 1970年10月-12月
『いとしのレイラ』のレコーディングの後、ドミノスはレコーディングセッション後、麻薬にまみれた悪意のあるアメリカツアーを実施した。オールマンはレコーディングセッションの後オールマン・ブラザーズ・バンドに戻った。しかしながらオールマンは1970年12月1日のカーティス・ヒクソン・ホール（フロリダ州タンパ）、翌日のオノンダガ・カウンティ・ウォー・メモリアル（ニューヨーク州シラキュース）でのステージに参加した。ウィットロックは当時のドラッグの状況を回想する。「僕たちは何も持っていなかった。周りにドラッグは無かった。そのようにただそれを置こう。トムはそれを信じられなかった。僕たちはこれらの大きなバッグを至る所に置いた方法を。僕はそれを言うのがほとんど恥ずかしいけれど、それは真実だよ。僕たちがしていることは恐るべきことだったけれど、僕たちは若くて愚かで、知らなかったんだ。コカインとヘロイン、ジョニー・ウォーカー、それだけさ。」ドラッグの影響を大きく受けたにもかかわらず、ツアーは結果として二枚組のライブアルバム『イン・コンサート』をもたらし、それは高く評価された。『イン・コンサート』はフィルモア・イーストのショーが収められた。1994年にはデジタルリマスターの上、曲が追加された『ライヴ・アット・ザ・フィルモア』がリリースされた。

### アルバムリリース
『いとしのレイラ』は1970年11月にリリースされた。シャピロによると、バンドとダウドの高い期待に反して、それは「批判的で商業的失敗」であった。クラプトンは同様に『レイラ』をリリース時に「死んだ」と説明している。ローリング・ストーン誌とヴィレッジ・ヴォイス紙はアルバムを高く評価したが、アメリカではチャートのトップ10を逃し、イギリスではチャートインさえしなかった。『レイラ』は2011年のCD再発時に最高68位で一週間チャートインした。『レイラ』はリリース当時ほとんど注目を集めなかったが、これはポリドールがほとんど宣伝を行わなかったことと、バンドにクラプトンが在籍していることを人々が知らなかったことによる。ダウドは「『The Genius of Ray Charles』以来、私が関わった中で最高のアルバムだと感じた。」と述べ、アルバムに対する低い評価に失望した。
「レイラ」は1972年に『エリック・クラプトンの歴史』に収録され、アトランティックはその年の7月にシングルとしてリリースした。それはヒットとなり、アメリカで10位、イギリスで7位に達した。このヒットはアルバム『レイラ』の再評価につながった。その後本作は広く評論家の称賛を受けており、史上最高のアルバムランキングでVH1では89位、ローリング・ストーンでは115位に選ばれている。「レイラ」はクラプトンの最も優れた業績の1つと見なされている。

### ジョニー・キャッシュ・ショーへの出演
ドミノスは「ジョニー・キャッシュ・ショー」に出演した。彼らがテレビに出演したのはこれが唯一であった。番組はテネシー州ナッシュビルのライマン公会堂で収録され、1971年1月6日に放送された。バンドは「It's Too Late」を演奏した後、ジョニー・キャッシュ、カール・パーキンスと共に、パーキンスの「マッチボックス」を演奏した。

### 悲劇と解散
悲劇と不幸はその短いキャリアを通して、そしてその後もグループを悩ませた。1970年9月、クラプトンは友人でありライバルでもあるジミ・ヘンドリックスの死によって精神的に打ちのめされた。マイアミで「リトル・ウィング」のカバーを録音したばかりのドミノスは、ヘンドリックスへのオマージュとして同曲を『レイラ』に収録した。1971年10月にはデュアン・オールマンがオートバイ事故で死去する。クラプトンは後に自叙伝で、彼とオールマンはクライテリアでのセッション中に切り離すことはできなかったと綴っている。さらに、クラプトンは『レイラ』への批判と商業的な失敗に落ち込み、それが彼を麻薬中毒と鬱病のスパイラルへ加速させた。1985年にクラプトンはドミノスについて。次のように述べている。
僕たちは偽りのバンドだった。僕たちは皆その中に隠れていた。デレク・アンド・ザ・ドミノス - 全てが。だからそれは長続きしなかった。僕は出てきて、僕が僕であることを認めなければなかった。つまり、デレクであることは、僕が他の誰かの妻を盗もうとしていたという事実の覆いだったんだ。それがその理由のひとつで、曲を書いたり、パティに別の名前を付けたりすることができたんだ。それで、デレクと「レイラ」 - それはまったく本物ではなかった。

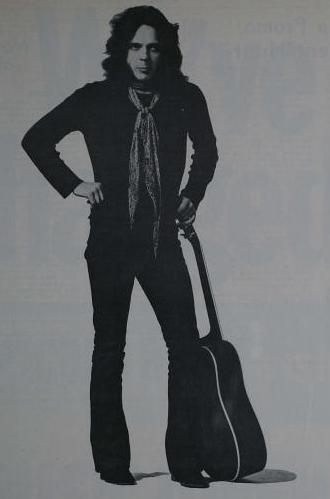
ボビー・ウィットロック、1972年

1971年2月、レイドルとゴードンは、ロニー・スペクターが計画したソロアルバムのために、スペクターとハリソンがプロデュースしたセッションに参加した。その年の後半、ドミノスは2枚目のアルバムを完成させる直前にロンドンで解散した。その後、音楽評論家のロバート・パーマーとのインタビューで、クラプトンはセカンドアルバムが「パラノイアと緊張のために途中で壊れた。そしてバンドはちょうど解散した。」と述べている。キャンセルされたセカンドアルバムの1971年のセッションからの録音は、1988年にリリースされたクラプトンの4枚組CDセット『クロスロード』に収録された。
解散後、クラプトンは重度のヘロイン中毒を療養するためにツアーやレコーディングを取りやめた。この休養は3年におよび、この期間の活動は1971年8月の『バングラデシュ難民救済コンサート』への出演だけだった。彼はレオン・ラッセル、ケルトナー、レイドルらと共にバンドのメンバーとして参加した。その後、12月にロンドンのレインボー・シアターで行われたラッセルのショーにゲスト出演。1973年1月にはザ・フーのピート・タウンゼントが復帰を助けるために協力したレインボー・コンサートを行った。ウィットロックはアメリカのABCダンヒルと契約して『ボビー・ウィットロック』『ロー・ヴェルヴェット』を1971年初頭に録音し、1972年に発表した。両作にはドミノスの全メンバーを初めハリスン、ブラムレット、ケルトナー、元デラニー&ボニーのホーンセクションが参加している。
クラプトンは1974年にソロ・アーティストとして復帰した後、レイドルと1979年まで一緒に活動したが、その後突然彼をバンドから解任した。クラプトンとウィットロックは2000年まで共演することは無かった。2人は2000年にBBCのジュールズ・ホランドの番組「Later... with Jools Holland」で再共演した。
レイドルは1980年6月にアルコールと薬物摂取に関連した腎臓感染による合併症で死去した。
ゴードンは1983年に母親をハンマーで殺害した。当時彼は統合失調症を発症していたが誤診され、逮捕後にようやく正しい診断を受けた。彼は1984年に療養施設に収容され、2023年3月13日、カリフォルニア州バカビルの医療および精神科の刑務所であるカリフォルニア医療施設（California Medical Facility〈CMF〉）に収監されたまま、死去。

## メンバー
正式メンバー
- エリック・クラプトン - ヴォーカル、ギター
- ボビー・ウィットロック - キーボード、ヴォーカル、アコースティック・ギター
- カール・レイドル - ベース、パーカッション
- ジム・ゴードン - ドラムス、ピアノ、パーカッション

ゲスト
- デイヴ・メイソン - ギター (at the band's debut live show and on their first recording session)
- デュアン・オールマン - ギター (contributed to most of Layla and Other Assorted Love Songs and performed twice with the band during their US tour)

## ディスコグラフィ
スタジオアルバム
- 『いとしのレイラ』 - Layla and Other Assorted Love Songs（1970年）

ライヴアルバム
- 『イン・コンサート』 - In Concert（1973年）
- 『ライヴ・アット・ザ・フィルモア』 - Live at the Fillmore（1994年）

編集盤
- 『レイラ・セッションズ』 - The Layla Sessions: 20th Anniversary Edition（1990年）

シングル
- "テル・ザ・トゥルース" / "ロール・イット・オーヴァー" (アトコ, 1970)
- "いとしのレイラ" / "ベル・ボトム・ブルース" (ポリドール, 1970)
- "いとしのレイラ" / "アイ・アム・ユアーズ" (アトコ, 1971)
- "ベル・ボトム・ブルース" / "キープ・オン・グロウイング" (ポリドール, 1971)
- "ベル・ボトム・ブルース" / "リトル・ウィング" (RSO, 1973)
- "恋は悲しきもの" [live] / "プレゼンス・オブ・ザ・ロード" [live] (RSO, 1973)
- "ガット・トゥ・ゲット・ベター・イン・ア・リトル・ホワイル" / "いとしのレイラ" (ポリドール, 2011)

## 参照
1. 1 2  “Derek and the Dominos - Layla and Other Assorted Love Songs”. Superseventies.com. 2021年8月23日閲覧。
2. 1 2  Ruhlmann, William. “Derek and the Dominos”.  AllMusic. 2014年10月28日閲覧。
3. ↑  The New Rolling Stone Encyclopedia of Rock & Roll, pp. 88, 183, 254.
4. 1 2  Santoro, p. 62.
5. ↑  Whitlock, pp. 52, 60.
6. ↑  Reid, pp. xiii, 29.
7. 1 2 3 4 5 6 7 8 9  Shapiro, Harry (January 2001). “The Prince of Love … Or How the Recording of 'Layla', Clapton's Ode to Forbidden Love, Made Victims of Derek and the Dominos”. Mojo. Available at Rock's Backpages (subscription required).
8. 1 2 3 4 5  Sutcliffe, Phil (May 2011). “Derek and the Dominos: The Story of Layla”. Mojo. Available at Rock's Backpages (subscription required).
9. ↑  The Layla Sessions liner notes, page 5.
10. ↑  Santoro, p. 63.
11. ↑  Whitlock, p. 65.
12. ↑  Harris, p. 70.
13. ↑  Clayson, pp. 275, 277-79.
14. 1 2 3 4  Williamson, Nigel (2006年10月). “The Making of … Derek and the Dominos' Layla”. Uncut. 2014年10月30日閲覧。
15. 1 2 3 4 5  Murray, Noel (2011年4月6日). “Derek and the Dominos: When God walked among us”. A.V. Club. 2014年10月30日閲覧。
16. ↑  Clapton, p. 130.
17. 1 2  Whitlock, p. 73.
18. ↑  Reid, pp. 42, 47.
19. 1 2 3 4  Shapiro, p. 116.
20. 1 2 3  Harris, p. 72.
21. 1 2  White, Timothy (March 1990). “Rollin' & Tumblin'”. Spin:  36.
22. ↑  Shapiro, p. 118.
23. 1 2 3  DeRiso, Nick (2013年6月16日). “Books: Eric Clapton, Day by Day: The Early Years, 1963-1982, by Marc Roberty (2013)”.   Something New!. 2014年11月4日閲覧。
24. ↑  Santoro, p. 64.
25. 1 2  Whitlock, p. 82.
26. ↑  Reid, p. 47.
27. ↑  Shapiro, pp. 115, 116.
28. 1 2  Shapiro, p. 115.
29. ↑  Clayson, p. 290.
30. ↑  Clapton, p. 133.
31. ↑  “Derek and the Dominos Artistfacts”.   songfacts.com. 2014年11月4日閲覧。
32. ↑  Reid, pp. 104-05.
33. ↑  Shapiro, pp. 115-16.
34. ↑  Sandford, pp. 112, 114, 116.
35. ↑  The New Rolling Stone Encyclopedia of Rock & Roll, p. 276.
36. ↑  Clapton, pp. 133-34.
37. ↑  Reid, pp. 92-93, 105.
38. ↑  Madinger and Easter, p. 427.
39. ↑  Reid, pp. 104, 105.
40. ↑  Clapton, p. 132.
41. 1 2  Reid, p. 105.
42. ↑  Clayson, pp. 289, 478.
43. ↑  Whitlock, p. 81.
44. ↑  O'Dell, p. 170.
45. ↑  Whitlock, p. 98.
46. ↑  O'Dell, pp. 170-71.
47. ↑  O'Dell, p. 172.
48. 1 2 3 4 5  Black, Johnny (January 2006). “Derek and the Dominos: 'Layla'”. Blender. Available at Rock's Backpages (subscription required).
49. ↑  Boyd, pp. 119-20, 135, 138.
50. 1 2  Clapton, p. 135.
51. ↑  Reid, p. 107.
52. ↑  The Layla Sessions liner notes, page 4.
53. ↑  Erlewine, Stephen Thomas. “Eric Clapton Eric Clapton”.  AllMusic. 2014年10月31日閲覧。
54. ↑  Sandford, p. 116.
55. ↑  Shapiro, p. 120.
56. 1 2  Santoro, p. 66.
57. 1 2  The Layla Sessions liner notes, page 6.
58. 1 2  Reid, p. 123.
59. ↑  Santoro, pp. 66-67.
60. 1 2 3  Clapton, p. 136.
61. ↑  Williamson, Nigel (2004年11月). “Album Review: Derek And The Dominos - Layla & Other Assorted …”. Uncut. 2014年11月6日閲覧。
62. ↑  Sandford, p. 117.
63. ↑  Santoro, pp. 67-68.
64. ↑  Sean Kirst. “Music legends from Aerosmith to ZZ Top made our War Memorial the place to be”.   syracuse.com. 2012年2月27日閲覧。
65. ↑  The Layla Sessions liner notes, page 12.
66. 1 2 3  Shapiro, p. 123.
67. ↑  Clapton, pp. 136-37.
68. 1 2 3 4  Santoro, p. 69.
69. ↑  Sandford, p. 119.
70. ↑  “VH1's List of Greatest Albums”. Dailycelebrations.com. 2006年10月6日閲覧。
71. ↑  “The RS 500 Greatest Albums of All Time”. Rolling Stone. 2006年4月9日時点のオリジナルよりアーカイブ。2018年9月15日閲覧。
72. ↑  “Derek + the Dominos Play The Johnny Cash Show”. Bestclassicbands.com. 2017年8月17日閲覧。
73. ↑  Clapton, p. 128.
74. ↑  “Biography on Clapton Fanclub Magazine”. 2008年1月19日時点のオリジナルよりアーカイブ。2006年9月27日閲覧。
75. ↑  DeCurtis, Anthony (May 1998). Rocking My Life Away, Duke University Press, ISBN 0-8223-2184-X
76. ↑  Madinger & Easter, p. 434.
77. ↑  “Eric Clapton on Addiction, Cream, the Future of the Guitar”. Rolling Stone. 2018年9月15日閲覧。
78. ↑  Harris, p. 74.
79. ↑  Clayson, pp. 309-310, 313.
80. ↑  Shapiro, pp. 123-24.
81. ↑  The New Rolling Stone Encyclopedia of Rock & Roll, p. 183.
82. ↑  Shapiro, pp. 126-27.
83. ↑  Shapiro, p. 152.
84. ↑  “Carl Radle | Biography & History”. AllMusic. 2021年8月23日閲覧。
85. ↑  Sandford, p. 120.
86. ↑  “CDCR Inmate Locator”.   California Department of Corrections & Rehabilitation (2018年1月14日). 2018年1月14日閲覧。
87. ↑  Romanowski, Patricia (2003). Rolling Stone Encyclopedia of Rock & Roll Rolling Stone Press, ISBN 0-671-43457-8

## 関連書籍
- Boyd, Pattie; with Junor, Penny (2007). Wonderful Today: The Autobiography. London: Headline Review. ISBN 978-0-7553-1646-5.
- Clapton, Eric; with Sykes, Christopher Simon (2007). Eric Clapton: The Autobiography. London: Century. ISBN 978-1-8460-5309-2.
- Clayson, Alan (2003). George Harrison. London: Sanctuary. ISBN 1-86074-489-3
- Harris, John (July 2001). A Quiet Storm. pp. 66-74
- Madinger, Chip; Easter, Mark (2000). Eight Arms to Hold You: The Solo Beatles Compendium. Chesterfield, MO: 44.1 Productions. ISBN 0-615-11724-4
- The New Rolling Stone Encyclopedia of Rock & Roll (1995). New York, NY: Fireside/Rolling Stone Press. ISBN 0-684-81044-1.
- O'Dell, Chris; with Ketcham, Katherine (2009). Miss O'Dell: My Hard Days and Long Nights with The Beatles, The Stones, Bob Dylan, Eric Clapton, and the Women They Loved. New York, NY: Touchstone. ISBN 978-1-4165-9093-4.
- Reid, Jan (2006). Layla and Other Assorted Love Songs by Derek and the Dominos. New York, NY: Rodale. ISBN 978-1-59486-369-1
- Sandford, Christopher (1999). Clapton: Edge of Darkness. New York, NY: Da Capo Press. ISBN 0-306-80897-8
- Santoro, Gene (1995). Dancing in Your Head: Jazz, Blues, Rock, and Beyond. New York, NY: Oxford University Press. ISBN 0-19-510123-5
- Schumacher, Michael (1995). Crossroads: The Life and Music of Eric Clapton. New York, NY: Hyperion. ISBN 0-7868-6074-X
- Shapiro, Harry (1992). Eric Clapton: Lost in the Blues. New York, NY: Da Capo Press. ISBN 0-306-80480-8
- Whitlock, Bobby; with Roberty, Marc (2010). Bobby Whitlock: A Rock 'n' Roll Autobiography. Jefferson, NC: McFarland. ISBN 978-0-7864-6190-5.